# Desmond Mason
Pour les articles homonymes, voir Mason.
Desmond Tremaine Mason, né le 11 octobre 1977 à Waxahachie dans l´État du Texas, est un joueur américain de basket-ball. Il est désormais consultant pour la chaîne Skysports mais également artiste peintre.

## Carrière
(février 2022).
Le contenu est difficilement compréhensible vu les erreurs de traduction, qui sont peut-être dues à l'utilisation d'un logiciel de traduction automatique.
Après avoir fait partie de l´équipe de l´Oklahoma State University–Stillwater, il est drafté par les Supersonics de Seattle en 17e position de la Draft 2000 de la NBA. En 2001, il remporte le Slam Dunk Contest. En 2003, il est échangé (avec Gary Payton) contre Ray Allen et Ronald Murray des Bucks de Milwaukee. Le 26 octobre 2005, il est échangé contre Jamaal Magloire des Hornets de la Nouvelle-Orléans. Le 23 juillet 2007, Mason signe un contrat avec les Bucks après deux saisons d'absence. Initialement en colère contre le directeur général des Bucks Larry Harris pour lui de négociation en 2005, Mason a déclaré qu'il était heureux d'être de retour à Milwaukee. Le 13 août 2008, Mason a été échangé retour à l'Oklahoma City Thunder (anciennement les Seattle SuperSonics) dans un deal à trois équipes: Thunder d'Oklahoma City,Bucks de Milwaukee et les Cavaliers de Cleveland, qui a envoyé de Milwaukee Mo Williams à Cleveland, Mason et Cleveland Joe Smith à Oklahoma City, et de Cleveland Damon Jones et Oklahoma City Luke Ridnour et Adrian Griffin à Milwaukee. Cela a marqué son retour à l'ancienne franchise Sonics. Le 17 septembre 2009, Mason a signé un contrat avec les Kings de Sacramento au minimum de la ligue. Après avoir joué en seulement cinq matchs (et à partir du 4), il fut écarté par les Kings.
Il est devenu le premier joueur de Seattle dans l'histoire de la franchise à remporter le NBA Slam Dunk Contest.

## Records sur une rencontre en NBA
Les records personnels de Desmond Mason en NBA sont les suivants, :
| Type de statistique        | Saison régulière | Saison régulière        | Saison régulière | Playoffs | Playoffs             | Playoffs      |
| Type de statistique        | Record           | Adversaire              | Date             | Record   | Adversaire           | Date          |
| -------------------------- | ---------------- | ----------------------- | ---------------- | -------- | -------------------- | ------------- |
| Points                     | 36               | Clippers de Los Angeles | 8 avril 2002     | 19       | Pistons de Détroit   | 24 avril 2004 |
| Paniers marqués            | 16               | Clippers de Los Angeles | 8 avril 2002     | 7        | 2 fois               | 2 fois        |
| Paniers tentés             | 25               | @ Nets du New Jersey    | 3 février 2003   | 16       | 2 fois               | 2 fois        |
| Paniers à 3 points réussis | 3                | 2 fois                  | 2 fois           | 1        | Spurs de San Antonio | 27 avril 2002 |
| Paniers à 3 points tentés  | 5                | 2 fois                  | 2 fois           | 1        | 9 fois               | 9 fois        |
| Lancers francs réussis     | 17               | Lakers de Los Angeles   | 30 novembre 2001 | 9        | Pistons de Détroit   | 24 avril 2004 |
| Lancers francs tentés      | 18               | Lakers de Los Angeles   | 30 novembre 2001 | 12       | Pistons de Détroit   | 24 avril 2004 |
| Rebonds offensifs          | 6                | 3 fois                  | 3 fois           | 2        | 4 fois               | 4 fois        |
| Rebonds défensifs          | 12               | Kings de Sacramento     | 15 novembre 2002 | 10       | @ Nets du New Jersey | 29 avril 2003 |
| Rebonds totaux             | 17               | 2 fois                  | 2 fois           | 12       | @ Nets du New Jersey | 29 avril 2003 |
| Passes décisives           | 11               | Magic d'Orlando         | 16 avril 2003    | 5        | @ Pistons de Détroit | 21 avril 2004 |
| Interceptions              | 4                | 5 fois                  | 5 fois           | 2        | 4 fois               | 4 fois        |
| Contres                    | 3                | 5 fois                  | 5 fois           | 2        | @ Nets du New Jersey | 19 avril 2003 |
| Balles perdues             | 7                | 3 fois                  | 3 fois           | 3        | 2 fois               | 2 fois        |
| Minutes jouées             | 49               | 3 fois                  | 3 fois           | 44       | Spurs de San Antonio | 1er mai 2002  |

- Double-double : 28 (dont 1 en playoffs)
- Triple-double : 0